# NFL Combine
Der NFL Scouting Combine ist eine einwöchige Veranstaltung, die jährlich im Februar im Lucas Oil Stadium (bis 2008 im RCA Dome) in Indianapolis, Indiana stattfindet, bei der American-Football-Spieler, die sich für den kommenden Draft im April des jeweiligen Jahres angemeldet haben, eingeladen werden, um den Verantwortlichen der NFL-Mannschaften ihre athletischen, aber auch psychischen und mentalen Fähigkeiten unter Beweis zu stellen. Mit zunehmendem Interesse am Draft der NFL hat der Combine an Umfang und Bedeutung zugenommen, so dass die Personalchefs die kommenden Nachwuchsspieler in einem standardisierten Rahmen beurteilen können.
Athleten dürfen nur auf Einladung teilnehmen. Die Leistung eines Athleten während des Combines kann sich auf seinen Draft-Status, sein Gehalt und letztlich auf seine Karriere auswirken. Der Draft hat den Begriff „Workout-Warrior“ populär gemacht, bei dem der „Draft Stock“ eines Athleten auf Grundlage überlegener messbarer Eigenschaften wie Größe, Geschwindigkeit und Kraft erhöht wird, obwohl er eine durchschnittliche oder unterdurchschnittliche College-Karriere hat.

## Geschichte
Tex Schramm, der Präsident und General Manager der Dallas Cowboys von 1960 bis 1989, schlug dem NFL-Competition-Committee eine Zentralisierung des Evaluierungsprozesses für NFL-Teams vor. Vor 1982 mussten die Mannschaften individuelle Besuche mit den Spielern vereinbaren, um mit ihnen Übungen und Tests durchzuführen. Das National Invitational Camp (NIC) wurde erstmals 1982 in Tampa, Florida, abgehalten. Es wurde von National Football Scouting, Inc. ins Leben gerufen, um den Mitgliedsorganisationen die Möglichkeit zu geben, sich die College-Talente anzusehen. Für Nicht-Mitglieder wurden zwei weitere Camps eingerichtet und 1982–1984 genutzt. Das NIC fand 1984 in New Orleans, Louisiana, statt. Nach der Zusammenlegung der drei Trainingslager im Jahr 1985, um die Kosten für den Betrieb der zusätzlichen Lager zu senken, wurde es in NFL Scouting Combine umbenannt. 1985 wurde es in Arizona und 1986 erneut in New Orleans durchgeführt, bevor es 1987 endgültig nach Indianapolis verlegt wurde.

## Tests und Bewertungen
Tests/Bewertungen umfassen:
- 40-Yard Dash[5]
- Bankdrücken (bench press) (ca. 102,5 kg, 225 lb)[5]
- Hochsprung (vertical jump)[5]
- Weitsprung (broad jump)[5]
- 20-Yard Shuttle[5]
- 3 Cone Drill[5]
- 60-yard Shuttle[5]
- Positionsspezifische Übungen[5]
- Interviews – Jedes Team darf 60 Interviews in 15-Minuten-Intervallen durchführen.[6]
- Physische Messungen[6]
- Verletzungsevaluierung[6]
- Drogentest[6]
- Der Cybex-Test[6]
- Der Wonderlic-Test[7]

Sportjournalisten stellen in Frage, ob diese Tests einen Zusammenhang mit zukünftigen Leistungen der NFL haben. Empirische Forschung von Brian D. Lyons, Brian J. Hoffman, John W. Michel und Kevin J. Williams (2011) fanden heraus, dass der 40-Yard-Dash, der Hochsprung, der 20-Yard-Shuttle und der 3-Cone-Drill bei der Vorhersage der zukünftigen NFL-Leistung nur eine begrenzte Gültigkeit haben. Tatsächlich deutet die Studie von Lyons et al. (2011) darauf hin, dass die vergangene Leistung eines Talents im College ein besserer Indikator für die zukünftige NFL-Leistung ist als die oben genannten Tests zur Messung der körperlichen Fähigkeiten.

### 20-Yard Shuttle
Der 20-Yard-Shuttle, auch einfach nur der kurze Shuttle genannt, wird in erster Linie zur Beurteilung der Schnelligkeit und Wendigkeit der Spieler eingesetzt. Obwohl dieser Test nicht so hoch angesehen ist wie der 40-Yard-Dash, ist er dennoch ein wichtiges Instrument für das NFL-Personal, um Spieler zu vergleichen. Auch im Canadian Football wird der Shuttle-Test verwendet.
Der Name „20-Yard-Shuttle“ leitet sich von der Gesamtzahl der Yards ab, die die Athleten während der Übung zurücklegen. Dieser Drill wird auch als „Short Shuttle“ oder „5-10-5“ Drill bezeichnet. Der Läufer startet am mittleren von drei Kegeln, die jeweils im Abstand von 5 Yards voneinander entfernt sind. Wenn die Pfeife ertönt, laufen die Spieler fünf Yards zur Seite und berühren die Yardlinie. Sie sprinten dann zehn Yards in die andere Richtung und berühren die gegensätzliche Yardlinie, von der aus sie zurück auf die Start-Yard-Linie sprinten. Nachdem er diese Distanz zurückgelegt und die Linie so schnell wie möglich berührt hat, muss der Athlet umkehren und 10 Yards in die entgegengesetzte Richtung laufen und die Linie erneut berühren. Schließlich dreht er wieder um und beendet den Drill am Startpunkt, nachdem er weitere 5 Yards zurückgelegt hat. Dieser Vorgang wird zeitlich gemessen, und der Athlet startet den Drill als Reaktion auf das Wort „Go“, das von der Person, die die Stoppuhr startet, angesagt wird. Das NFL-Scoutingkomitee erlaubt jedem Teilnehmer drei Versuche, den Drill durchzuführen, wobei die Bestzeit der drei Versuche als Zeit des Spielers erfasst wird.
Der Drill ist so konzipiert, dass er die Schnelligkeit im kurzen Bereich, die seitliche Bewegung und die Flexibilität sowie die Geschwindigkeit misst, mit der ein Spieler die Richtung ändern kann. Der Drill gibt den Scouts auch eine Vorstellung davon, wie gut ein Spieler einen niedrigen Schwerpunkt halten kann und wie gut er seine Hüften senken kann.

### Bankdrücken (Bench Press)
Im NFL-Combine wird Bankdrücken als Test der Muskelkraft und Ausdauer eingesetzt, bei dem die Sportler so oft wie möglich 225 Pfund (102 kg) heben. Seit 1999 haben nur 17 Sportler mehr als 40 Wiederholungen beim Combine erreicht.

## Scouting Organisationen
Die erste Scouting-Organisation der NFL, LESTO (Lions, Eagles and Steelers Talent Organization), wurde 1963 von den im Namen genannten Teams mit Sitz in Pittsburgh, Pennsylvania, gegründet. Sie wurde im folgenden Jahr zu BLESTO, als die Bears hinzukamen, und später in diesem Jahrzehnt zu BLESTO-V, als sich die Vikings anschlossen; 1971 kamen die Bills, Colts und Dolphins hinzu, und die Organisation wurde als BLESTO-VIII bekannt. Heute heißt sie einfach BLESTO, obwohl die Bears und Eagles keine Mitglieder mehr sind. Der Hauptsitz der Organisation blieb bis 2007 in Pittsburgh, als das Hauptquartier nach Jacksonville, Florida, verlegt wurde, während Hilfsbüros in Pittsburgh blieben.
Die 1964 gegründete CEPO (Central Eastern Personnel Organization) war ein Zusammenschluss der Colts, Browns, Packers und Cardinals. Ihr Name wurde nach dem Beitritt der Falcons, Giants und Redskins in United Scouting geändert, 1983 dann in National Football Scouting, um Verwechslungen mit der United States Football League zu vermeiden, die in jenem Jahr ihren Betrieb aufnahm. National Football Scouting ist heute einfach als The National bekannt.
Eine weitere 1964 gegründete Scouting-Organisation war Troika, die von den Cowboys, Rams und 49ers ins Leben gerufen wurde. Sie wurde 1967 mit dem Beitritt der Saints in Quadra umbenannt. Quadra existiert nicht mehr; ihre ehemaligen Mitglieder gehören heute alle zu The National.
Mit der Saison 2015 beteiligen sich achtzehn Franchises an The National (Arizona Cardinals, Atlanta Falcons, Carolina Panthers, Cincinnati Bengals, Dallas Cowboys, Denver Broncos, Green Bay Packers, Houston Texans, Kansas City Chiefs, New Orleans Saints, New York Jets, Philadelphia Eagles, Los Angeles Rams, Los Angeles Chargers, San Francisco 49ers, Seattle Seahawks, Tampa Bay Buccaneers und Tennessee Titans), wobei acht von BLESTO (Buffalo Bills, Detroit Lions, Jacksonville Jaguars, Miami Dolphins, Minnesota Vikings, New York Giants, Pittsburgh Steelers und Washington Commanders) betreut werden. Jedes der sechs nicht angegliederten Teams (Baltimore Ravens, Chicago Bears, Cleveland Browns, Indianapolis Colts, Las Vegas Raiders und New England Patriots) verlässt sich auf seine internen Mitarbeiter.

## Combine-Einladung
In einem typischen Jahr gibt es etwa 330 eingeladene Spieler. Etwa 250 Einladungen werden vor Abschluss der Bowlspiele an diejenigen geschickt, die ihre Saison abgeschlossen haben. Die Schüler der unteren Klassen haben jedoch bis Mitte Januar Zeit, ihren Draft-Status zu bestätigen. Einladungen werden an diejenigen verschickt, die von der Auswahlkommission mit der überwiegenden Mehrheit unterstützt werden.

## Kritik
Der Sportjournalist Steve Silverman beschrieb, was 2003 mit Terrell Suggs geschah: Suggs war ein Starspieler für die Arizona State, wurde aber aufgrund eines langsamen 40-Yard-Dash mit 4,83 herabgestuft. Später wurde er zu einem Starspieler bei den Ravens. Doug Tatum von Times-Picayune argumentiert, dass es unwahrscheinlich ist, dass Spieler im Laufe ihrer Karriere erneut einen 40-Yard-Sprint laufen müssen. Silverman sagt, dass man am besten scouten kann, wenn man ihnen einfach nur beim Spielen zuschaut. Andere meinen, die Wichtigkeit des 40-Yard-Dash hänge von der Position ab; Daniel Jeremiah, ein ehemaliger Scout und Analyst von NFL Network, sagt: „Die Position, auf der die 40 das meiste Gewicht hat, ist der Cornerback. Wenn du ein Receiver bist, der wie (Anquan) Boldin eine 4,6er-Zeit läuft, aber eine hohe Geschwindigkeit auf kurzer Distanz und starke Hände hat, ist die 40 keine große Sache. Aber wenn Sie als Cornerback eine 4,6er laufen und einem Receiver gegenüberstehen, der eine 4,4er läuft, spielt es keine Rolle, wie gut deine Ballkünste sind“.

## Regionale Combines
Ab 2011 fanden von Januar bis März in acht Städten (Los Angeles, Houston, Baltimore, Tampa, East Rutherford, Chicago, Atlanta und Cleveland) eine Reihe von elf regionalen Combines für Spieler statt, die nicht zum Haupt-Scouting-Combine eingeladen waren, sowie für andere Free Agents. Die besten Spieler dieser regionalen Combines wurden Ende März zum Super-Regional-Combine der NFL im Ford Field in Detroit eingeladen. 2016 verabschiedete sich die NFL von diesem Format und veranstaltete nur noch fünf Combines in Houston, Arizona, Baltimore, Minnesota und New Orleans.

## Veteran Combine
Der erste NFL Veteran Combine wurde am 22. März 2015 in der Einrichtung der Arizona Cardinals geplant. Das Combine stand im Zusammenhang mit den Treffen der NFL-Besitzer, die vom 22. bis 24. März 2015 ebenfalls in Phoenix stattfanden. Der Combine war mit Veteran Free Agents und allen 32 teilnehmenden Clubs besetzt. Es gab über 2.000 Bewerbungen von Spielern für die Teilnahme, wobei nur einige wenige ausgewählt wurden. Zu den namhaften Spielern gehörten Adam Carriker, Felix Jones, Michael Sam und Brady Quinn. Allerdings waren in der ersten Woche der regulären Saison 2015 nur noch zwei Spieler des Combines (Linebacker Brandon Copeland und Tight End Ifeanyi Momah) in der NFL im Einsatz.
Die NFL hat den für 2016 geplanten Veteran Combine wegen mangelnden Spielerinteresses abgesagt.
Am 16. Dezember 2016 kündigte die NFL an, den Veteran-Combine wieder in Pro Player Combine umzubenennen und die Aufmerksamkeit auf die jüngeren Spieler zu richten, statt auf die Veteranen, die versuchen, eine weitere Chance in der NFL zu bekommen.